# Ceratobaeus anjumi
Ceratobaeus anjumi är en stekelart som beskrevs av Muhammad Iqbal och Austin 2000. Ceratobaeus anjumi ingår i släktet Ceratobaeus och familjen Scelionidae. Inga underarter finns listade i Catalogue of Life.